# Szpital Psychiatryczny we Fromborku
Szpital Psychiatryczny we Fromborku (Samodzielny Publiczny Specjalistyczny Psychiatryczny Zakład Opieki Zdrowotnej we Fromborku) – zakład psychiatryczny utworzony w 1953, przed wojną w latach 1928–1944 szpital ortopedyczny i placówka oświatowa, w latach 1948–1952 siedziba seminarium duchownego. Obiekt położony jest przy ulicy Sanatoryjnej 1 we Fromborku.

## Historia szpitala do 1945 roku

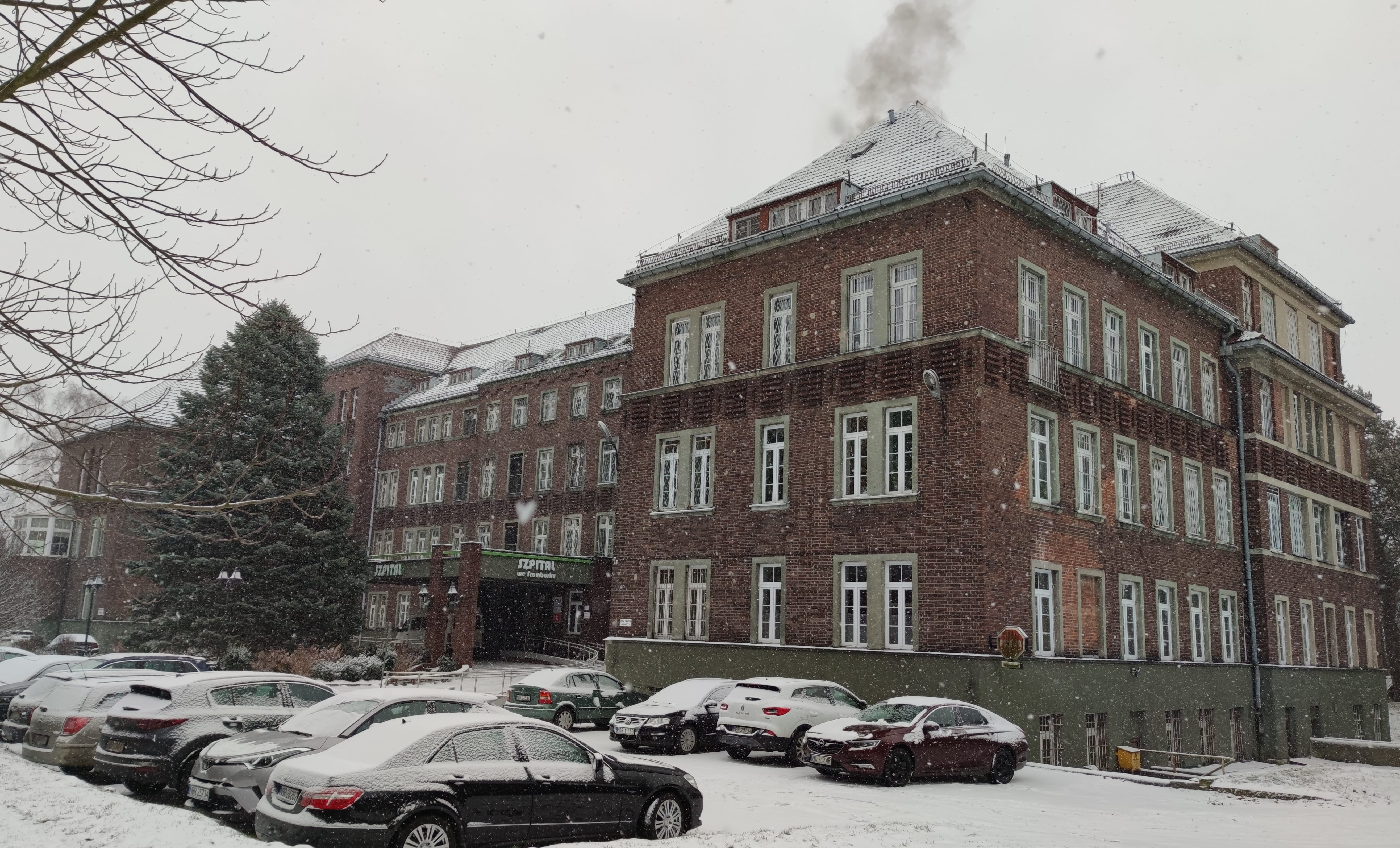
Szpital zimą 2021 roku

Inicjatorem wybudowania w mieście szpitala dla niepełnosprawnych był kanonik fromborski i przewodniczący Caritasu diecezji warmińskiej Andreas Hinzmann (1864–1945). Już w 1918 roku wystąpił w pruskim Landtagu przedstawiając potrzebę budowy kliniki dla dzieci niepełnosprawnych z urazami ortopedycznymi.
W 1924 roku na Kongresie Niepełnosprawnych w Królewcu podjęto inicjatywę utworzenia katolickiego ośrodka dla osób niepełnosprawnych. Lekarze specjaliści spośród siedmiu ubiegających się warmińskich miast wybrali na lokalizację Frombork ze względu na najbardziej odpowiedni mikroklimat.
Budowę szpitala finansował niemiecki związek Caritas, przeznaczając na ten cel 1 mln 250 tys. ówczesnych marek niemieckich (reichsmark), Caritas stał się jednocześnie właścicielem szpitala. Budynek zaprojektowali architekci kolońscy Carl Moritz i Albert Betten, zaś wybudowany został przez niemiecką spółkę Josefsgesellschaft. Okazały trzypiętrowy gmach (dodatkowo z użytkowym poddaszem, sutereną i piwnicami) wybudowano z czerwonej cegły, zachowując cechy historyzmu, tak ażeby współgrał z innymi zabytkowymi budowlami położonymi na Wzgórzu Katedralnym. Budowa trwała niewiele ponad rok – prace rozpoczęto na początku maja 1927, a ukończono w sierpniu 1928 roku. W dniu 27 września 1928 roku uroczystego poświęcenia nowego budynku szpitala dokonał biskup warmiński Augustinus Bludau. Przy tej okazji główny inicjator przedsięwzięcia ks. Andreas Hinzmann otrzymał tytuł papieskiego prałata. Zakład otrzymał nazwę „Koppernikushaus” (Dom Kopernika).
Szpital był doskonale wyposażony, posiadał najnowocześniejszy sprzęt medyczno-rehabilitacyjny, a ponadto własne ujęcie wody pitnej, warsztaty: krawiecki, stolarski i ślusarski, pralnię, a także windę, ułatwiającą poruszanie się po obiekcie kalekich dzieci. Wybudowana klinika ortopedyczna określana była jako najnowocześniejszy i najlepszy zakład tego typu w Niemczech.
W zakładzie wykonywano około stu często bardzo skomplikowanych operacji ortopedycznych rocznie. Kadrę medyczną stanowili najwybitniejsi specjaliści ortopedii z Niemiec. Ponadto w placówce pracowały 23 siostry ze zgromadzenia św. Katarzyny w Braniewie, które oprócz codziennej opieki asystowały przy operacjach, przeprowadzały masaże rehabilitacyjne, a nawet przeszkolone były do wykonywania zdjęć rentgenowskich. Zatrudnienie w szpitalu znajdowali też mieszkańcy Fromborka, co pomogło im łagodniej przejść nadchodzący kryzys gospodarczy lat trzydziestych. Placówka we Fromborku cieszyła się niezwykłą renomą – po pomoc przyjeżdżali tu pacjenci z całych Niemiec.
Szpital przed wojną dysponował 220 łóżkami w czterech 4 oddziałach. Były to:
- Klinika ortopedyczna – posiadała 180 łóżek dla kobiet, mężczyzn i dzieci, oddział operacyjny z 3 salami operacyjnymi, nadto gipsownię, gabinet rentgenowski, laboratorium, salę sportową, pomieszczenia do fizykoterapii, masażu i kąpieli leczniczych.
- Szkoła dla dzieci niepełnosprawnych. Leczenie ortopedyczne wymagało często leczenia w dłuższym przedziale czasowym, niekiedy kilkuletnim. Na zajęcia dzieci uczęszczały, korzystając ze sprzętu ortopedycznego, zaś najbardziej chore dzieci („przykute do łóżka”) były uczone przez siostry zakonne przy łóżkach. Dla najmłodszych pacjentów szpitala, pochodzących przeważnie z ubogich rodzin, 10 listopada 1928 roku otwarty został oddział przedszkolny.
- Dom dla niepełnosprawnych – lokowani tam byli pacjenci wymagający stałej opieki lekarskiej.
- Cztery warsztaty: ortopedyczny, mechaniczny, kowalski, papierniczy, w których niepełnosprawni mogli uczyć się zawodu.

Pierwszym dyrektorem szpitala został dr Hermann Bernhard Watermann (1898–1963). W czasie zarządzania kliniką, w 1938 roku, habilitował się na Uniwersytecie w Królewcu na podstawie pracy „Muskelmechanische Probleme bei Hüftgelenksgabelung, Pfannendachplastik und anderen Eingriffen an den unteren Gliedmaßen“. W 1942 roku powołany został na kierownika nowo powstałej Kliniki i Katedry Ortopedii Akademii Medycznej w Gdańsku. Od 1933 roku dyrektor Watermann był członkiem NSDAP.
Już wkrótce okazało się, że potężny gmach szpitala jest zbyt ciasny dla tak prężnie rozwijającej się działalności opiekuńczo-leczniczej. Dodatkowo w 1939 roku uzdrowisko przejęło także zadanie rezerwowego lazaretu wojskowego. Pod koniec wojny, w styczniu 1945, placówkę ewakuowano w głąb Rzeszy.
Podczas walk o Frombork w lutym 1945 roku gmach szpitala uległ częściowemu uszkodzeniu. Pociski artyleryjskie zniszczyły sklepienie jednej z narożnych sal, zniszczona została też m.in. instalacja elektryczna i wodociągowa oraz centralne ogrzewanie.

## Seminarium duchowne (1948–1952)
Po zakończeniu działań wojennych bardzo był odczuwalny brak kapłanów na Ziemiach Odzyskanych. Z tego powodu prowadzenie parafii powierzano zgromadzeniom zakonnym. Tak do Fromborka skierowani zostali ojcowie salezjanie z Inspektorii św. Stanisława Kostki, którzy przejęli opiekę nad katedrą, a w budynku szpitala zamierzali zorganizować szkołę. W tym celu 17 grudnia 1946 roku administrator apostolski w Olsztynie ks. Teodor Bensch przekazał zgromadzeniu na 20 lat budynek po byłym szpitalu, gdyż pozostawał on nadal własnością kościelną (Caritasu). Budynek wymagał gruntownego remontu (dokonania naprawy dachu, okien, drzwi prawie wszystkich pomieszczeń). Rozkład pomieszczeń w budynku pozwolił jednakże zaadaptować go bez trudu do celów dydaktycznych. Gdy salezjanie nie otrzymali zgody władz na uruchomienie szkoły dla młodzieży świeckiej, przystąpili do zorganizowania tu niższego seminarium duchownego. To seminarium zostało otwarte już 1 września 1948 roku, jego dyrektorem został ks. Marian Kubrycht. W roku szkolnym 1948/1949 naukę w szkole rozpoczęły dwie klasy – siódma i ósma. Najtrudniejszym czasem dla szkoły był przetrwanie okresu zimowego, gdyż z czterech pieców centralnego ogrzewania sprawny był tylko jeden, który ogrzewał tylko zachodnią część budynku.
Dekretem administratora apostolskiego Teodora Benscha z 1 września 1950 roku nazwa placówki została zmieniona na „Niższe Seminarium Duchowne Diecezji Warmińskiej”, które odtąd kształciło nie tylko kandydatów do zgromadzenia salezjańskiego, ale też kandydatów na kapłanów na potrzeby diecezji warmińskiej.
W roku szkolnym 1950/51 uczyło się w seminarium 126 młodzieńców. Największą liczbę uczniów (169) placówka miała w roku szkolnym 1951/1952, otworzono wówczas dwie klasy ósme – A i B, natomiast klasa maturalna liczyła 24 chłopców. Pierwszy i jedyny egzamin maturalny został w szkole przeprowadzony w 1952 roku.
Władze świeckie kilkakrotnie czyniły wysiłki, by odebrać ten obiekt od Kościoła. Już w 1948 roku inspektor szkolny w Braniewie wystosował do ministerstwa oświaty list postulujący urządzenie w budynku państwowej szkoły zawodowej. Kolejne próby miały miejsce w następnych latach. Likwidacji seminarium duchownego dokonano z zaskoczenia, w ciągu jednej nocy 3 lipca 1952 roku, przez milicję, UB i pracowników Wydziału do Spraw Wyznań, podczas nieobecności ks. Kubrychta we Fromborku, który z częścią seminarzystów wyruszył na pielgrzymkę do Częstochowy. Budynek został zajęty wraz z całym majątkiem ruchomym i dobytkiem prywatnym. Nielicznych znajdujących się wówczas w szkole chłopców ciężarówkami odwieziono do seminarium księży werbistów w Pieniężnie (później zostali przeniesieni do seminarium w Olsztynie). Tego dnia zlikwidowano niższe seminaria w całej Polsce. Budynek seminaryjny przejęły władze państwowe w Braniewie.

## Historia szpitala od 1953 roku
Budynek został przekazany Wydziałowi Zdrowia Prezydium Wojewódzkiej Rady Narodowej w Olsztynie, gdzie zapadła decyzja o utworzeniu tu szpitala dla nerwowo i psychicznie chorych. W ramach prac adaptacyjnych, choć zapewne głównie ze względów ideologicznych, z dachu została usunięta wieżyczka dzwonnicza, ażeby zatrzeć związek z historią obiektu oraz jej właścicielami. Po dokonaniu remontu budynku w 1953 roku przyjętych zostało pierwszych 30 pacjentów ze szpitala w Kocborowie. Pierwsi lekarze szpitala także przybyli z tegoż szpitala. W marcu 1953 roku w szpitalu pracowało 20 osób.
Pod koniec lat sześćdziesiątych w szpitalu pracowało już ok. 170 osób i przebywało średnio 200 pacjentów. Ulokowani byli oni w czterech oddziałach, osobno kobiety i mężczyźni. Na początku lat sześćdziesiątych jeden z oddziałów przekwalifikowano na sanatorium do leczenia nerwic. Oddział sanatoryjny przyjmował pacjentów z całej Polski.
Przy szpitalu funkcjonowało gospodarstwo rolne oraz chlewnia, w których prace wykonywali w znacznej mierze pacjenci szpitala, otrzymując za to symboliczne wynagrodzenie.
W latach siedemdziesiątych wprowadzono system „otwartych drzwi”, umożliwiający pacjentom korzystanie z przepustek oraz swobodne poruszanie się po obiekcie i otoczeniu. Powstały też w szpitalu oddziały koedukacyjne. Na początku lat 80., na polecenie Prokuratury Rejonowej w Braniewie, w części okien założono metalowe kraty, aby uniemożliwić pacjentom wypadnięcie lub podejmowanie prób samobójczych. W latach osiemdziesiątych zmieniono też nieco profil zakładu – zaczęto tu również leczyć pacjentów uzależnionych od alkoholu i narkotyków.
Od 3 listopada 1997 roku szpital funkcjonuje pod nazwą Samodzielny Publiczny Specjalistyczny Psychiatryczny Zakład Opieki Zdrowotnej we Fromborku. Placówka dysponuje 187 łóżkami. Funkcjonują tu następujące oddziały: dwa ogólnopsychiatryczne, oddział psychiatrii sądowej, oddział psychogeriatryczny, oddział terapii uzależnień i oddział detoksykacji.
Szpital był laureatem wielu prestiżowych nagród przyznawanych m.in. przez pacjentów i ekspertów w dziedzinie jakości zarządzania. Zdobył tytuł Szpitala Roku 2023 w województwie warmińsko-mazurskim oraz uplasował się na czwartym miejsce w skali kraju. W 2023 uplasował się także na 4. miejscu w ogólnopolskim rankingu szpitali „Liderzy zarządzania”. Planowana jest rozbudowa kompleksu szpitalnego. Obecny szpital posiada powierzchnię ok. 5 tysięcy m² przestrzeni, nowy budynek ma posiadać drugie tyle, co pozwoli poszerzyć ofertę o oddziały rehabilitacji i rehabilitacji psychiatrycznej. Planowane jest ukończenie budowy w roku 2028, czyli dokładnie 100 lat od wybudowania obecnego obiektu szpitala.